# Hedydipna collaris
Hedydipna collaris là một loài chim trong họ Nectariniidae.

## Tham khảo

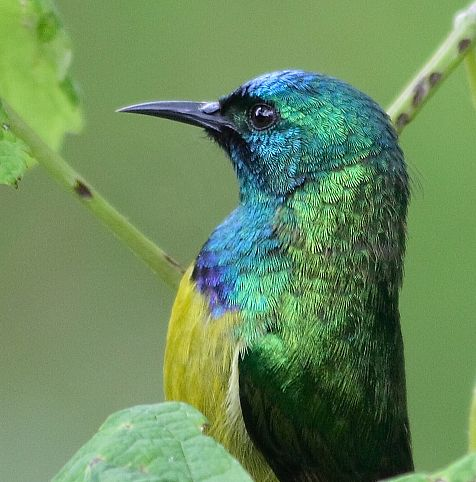
Một con chim trống.